# Bonczók Norbert
Bonczók Norbert (Nagykanizsa, 1981. augusztus 23. –) Kazinczy-különdíjas, magyar zeneszerző, dalszövegíró, énekes, költő, színész, szinkronszínész, előadóművész, fotós.

## Élete
Szülővárosában élt 20 éves koráig és végezte el tanulmányait.
A színpad mindig is része volt az életének, 10 évesen klasszikus zongorát kezdett tanulni, középiskolai évei alatt pedig a városi színjátszó kör részese, és a darabok főszereplője volt.
2000 tavaszán az érettségi évében az országos Kazinczy szépkiejtési verseny különdíjasa. Több zenekari formáció tagja.
2001-ben megírta és megrendezte Nagykanizsán az Álmokba öltözve című lélektani drámáját, miközben segédszínészként játszott a Budaőrsi Játékszínben dr. Éless Béla rendezése alatt. Mindeközben az M.S.E stúdióban végzett szinkronszínész és filmrendező asszisztensként.
Verseit és dalszövegeit 16 évesen kezdte írni. 5 év klasszikus zongora tanulmányok után a zenével mégis csak 25 évesen kezdett el komolyabban foglalkozni, Esze Zsolt tanítványaként Budapesten OSZK stúdióban. Jazz és könnyűzene szakon 3 évet tanult és egyre komolyabban vetette bele magát az éjszakai életbe, a jobbnál jobb zenészek társaságában szórakoztatva a főváros legszínvonalasabb klubjaiban, szállodáiban, rendezvényein.
2011 tavaszán úgy döntött szerencsét próbál külföldön és a világ legnagyobb hajós társaságainál zenélt.
2014-ben újra a színfalak között találta magát és egy dél-Afrikai cég megbízásából show énekesként dolgozott egy óceánjáró hajó színházában. Közben rengeteg dalt és dalszöveget írt.

## Színházi fellépése
- Ördög bújjék...! színész –  Budaörsi Latinovits Színház